# 玛利亚·路斯号事件
玛利亚·路斯号事件（日语：マリア・ルス号事件）是一起1872年发生于日本明治政府和秘鲁共和国之间的外交事件。

## 历史
事件起因于一艘载有中国契约劳工停泊在横滨的商船。该事件考验了日本早期政府司法制度的独立和并对当时在日本和西方国家之前存在的治外法权条款形成挑战。